# EHF Champions League 2005-06 (kvinder)
EHF Champions League 2005–06 for kvinder var den 13. EHF Champions League-turnering for kvinder. Turneringen blev arrangeret af European Handball Federation og havde deltagelse af 31 hold. Holdene spillede først to kvalifikationsrunder. De otte vindere af anden kvalifikationsrunde gik sammen med otte direkte kvalificerede hold videre til gruppespillet, der bestod af fire grupper med fire hold, hvorfra de fire vindere og fire toere gik videre til kvartfinalerne.
Turneringen blev for første gang vundet af Viborg HK fra Danmark, som over to kampe samlet vandt 44-43 over de tidligere mestre fra 2000-01-sæsonen Krim Ljubljana fra Slovenien. Ud over Viborg HK blev Danmark repræsenteret af Aalborg DH, som nåede semifinalerne, hvor holdet tabte til Krim, samt Slagelse Dream Team, som blev slået ud i kvartfinalerne af de senere vindere fra Viborg HK.

## Resultater

### Første kvalifikationsrunde
| Dato    | Dato    | Hjemmehold i 1. kamp | Hjemmehold i 2. kamp          | Resultat | Resultat | Resultat |
| 1. kamp | 2. kamp | Hjemmehold i 1. kamp | Hjemmehold i 2. kamp          | 1. kamp  | 2. kamp  | Samlet   |
| ------- | ------- | -------------------- | ----------------------------- | -------- | -------- | -------- |
| 4.9.    | 10.9.   | CS Silcotub Zalau    | TSV St. Otmar St. Gallen      | 33-21    | 31-21    | 64–42    |
| 10.9.   | 11.9.   | BNTU Minsk Region    | HB Metz Moselle Lorraine      | 27-30    | 17-33    | 44–63    |
| 10.9.   | 11.9.   | 1. FC Nürnberg       | Sassari Citta' dei Candelieri | 38-22    | 32-20    | 70–42    |
| 3.9.    | 10.9.   | Slovan Duslo Sala    | GAS Anagennesi Artas          | 33-27    | 23-24    | 56–51    |
| 3.9.    | 10.9.   | Podravka Vegeta      | Madeira Andebol SAD           | 38-23    | 32-19    | 70–42    |
| 9.9.    | 10.9.   | Omni SV Hellas       | HC Motor Zaporozhje           | 23-34    | 19-35    | 42–69    |
| 4.9.    | 11.9.   | Ankara Havelsan      | SPR ICom Lublin               | 28-27    | 32-37    | 60–64    |

### Anden kvalifikationsrunde
| Dato    | Dato    | Hjemmehold i 1. kamp     | Hjemmehold i 2. kamp      | Resultat | Resultat | Resultat |
| 1. kamp | 2. kamp | Hjemmehold i 1. kamp     | Hjemmehold i 2. kamp      | 1. kamp  | 2. kamp  | Samlet   |
| ------- | ------- | ------------------------ | ------------------------- | -------- | -------- | -------- |
| 1.10.   | 9.10.   | Viborg HK                | ZRK Celje Celjske Mesnine | 48-25    | 27-25    | 75–50    |
| 1.10.   | 2.10.   | Byåsen                   | CS Silcotub Zalau         | 30-19    | 24-26    | 54–45    |
| 1.10.   | 8.10.   | Slovan Duslo Sala        | ZRK Knjaz Milos           | 29-24    | 27-35    | 56–59    |
| 2.10.   | 8.10.   | HB Metz Moselle Lorraine | Orsan Elda Prestigio      | 30-30    | 26-28    | 56–58    |
| 2.10.   | 9.10.   | Podravka Vegeta          | ZRK Buducnost MONET       | 28-22    | 18-24    | 46–46    |
| 1.10.   | 9.10.   | 1. FC Nürnberg           | Dunaferr NK               | 20-25    | 30-29    | 50–54    |
| 2.10.   | 9.10.   | Aalborg DH               | HC Motor Zaporozhje       | 34-29    | 26-29    | 60–58    |
| 30.9.   | 9.10.   | SPR ICom Lublin          | Dinamo Volgograd          | 36-33    | 21-27    | 57–60    |

### Gruppespil

#### Gruppe A
| Dato  | Kamp                                  | Res.  |
| ----- | ------------------------------------- | ----- |
| 7.1.  | Orsan Elda Prestigio – Larvik HK      | 27-28 |
| 8.1.  | Viborg HK – Krim Ljubljana            | 28-34 |
| 14.1. | Krim Ljubljana – Orsan Elda Prestigio | 29-26 |
| 15.1. | Larvik HK – Viborg HK                 | 23-31 |
| 21.1. | Larvik HK – Krim Ljubljana            | 29-23 |
| 22.1. | Viborg HK – Orsan Elda Prestigio      | 33-27 |
| 28.1. | Orsan Elda Prestigio – Krim Ljubljana | 17-25 |
| 29.1. | Viborg HK – Larvik HK                 | 30-27 |
| 11.2. | Larvik HK – Orsan Elda Prestigio      | 27-19 |
| 12.2. | Krim Ljubljana – Viborg HK            | 26-21 |
| 18.2. | Krim Ljubljana – Larvik HK            | 24-19 |
| 19.2. | Orsan Elda Prestigio – Viborg HK      | 27-30 |

| Hold                 | Kampe | Mål     | Point |
| -------------------- | ----- | ------- | ----- |
| Krim Ljubljana       | 6     | 161-140 | 10    |
| Viborg HK            | 6     | 173-164 | 8     |
| Larvik HK            | 6     | 153-154 | 6     |
| Orsan Elda Prestigio | 6     | 143-172 | 0     |

#### Gruppe B
| Dato  | Kamp                                | Res.  |
| ----- | ----------------------------------- | ----- |
| 7.1.  | ZRK Knjaz Milos – Slagelse DT       | 24-33 |
| 7.1.  | Dunaferr NK – HC Lada Togliatti     | 30-27 |
| 14.1. | Slagelse DT – Dunaferr NK           | 27-25 |
| 14.1. | HC Lada Togliatti – ZRK Knjaz Milos | 32-23 |
| 21.1. | ZRK Knjaz Milos – Dunaferr NK       | 24-27 |
| 21.1. | HC Lada Togliatti – Slagelse DT     | 29-28 |
| 28.1. | Dunaferr NK – Slagelse DT           | 23-27 |
| 28.1. | ZRK Knjaz Milos – HC Lada Togliatti | 27-25 |
| 11.2. | Slagelse DT – ZRK Knjaz Milos       | 36-24 |
| 12.2. | HC Lada Togliatti – Dunaferr NK     | 31-26 |
| 18.2. | Slagelse DT – HC Lada Togliatti     | 27-24 |
| 19.2. | Dunaferr NK – ZRK Knjaz Milos       | 39-24 |

| Hold              | Kampe | Mål     | Point |
| ----------------- | ----- | ------- | ----- |
| Slagelse DT       | 6     | 178-149 | 10    |
| HC Lada Togliatti | 6     | 168-161 | 6     |
| Dunaferr NK       | 6     | 170-160 | 6     |
| ZRK Knjaz Milos   | 6     | 146-192 | 2     |

#### Gruppe C
| Dato  | Kamp                                        | Res.  |
| ----- | ------------------------------------------- | ----- |
| 7.1.  | ZRK Buducnost MONET – CBM Astroc Sagunto    | 23-28 |
| 8.1.  | Byåsen – Hypo Niederösterreich              | 21-23 |
| 13.1. | Hypo Niederösterreich – ZRK Buducnost MONET | 36-30 |
| 14.1. | CBM Astroc Sagunto – Byåsen                 | 25-31 |
| 20.1. | Hypo Niederösterreich – CBM Astroc Sagunto  | 26-28 |
| 21.1. | ZRK Buducnost MONET – Byåsen                | 29-19 |
| 29.1. | ZRK Buducnost MONET – Hypo Niederösterreich | 21-20 |
| 29.1. | Byåsen – CBM Astroc Sagunto                 | 27-17 |
| 10.2. | Hypo Niederösterreich – Byåsen              | 36-27 |
| 11.2. | CBM Astroc Sagunto – ZRK Buducnost MONET    | 29-22 |
| 18.2. | CBM Astroc Sagunto – Hypo Niederösterreich  | 26-27 |
| 19.2. | Byåsen – ZRK Buducnost MONET                | 22-25 |

| Hold                  | Kampe | Mål     | Point |
| --------------------- | ----- | ------- | ----- |
| Hypo Niederösterreich | 6     | 168-153 | 8     |
| CBM Astroc Sagunto    | 6     | 153-156 | 6     |
| ZRK Buducnost MONET   | 6     | 150-154 | 6     |
| Byåsen                | 6     | 147-155 | 4     |

#### Gruppe D
| Dato  | Kamp                                     | Res.  |
| ----- | ---------------------------------------- | ----- |
| 7.1.  | Kometal Gjorce Petrov – Győri ETO KC     | 32-22 |
| 8.1.  | Dinamo Volgograd – Aalborg DH            | 31-31 |
| 14.1. | Győri ETO KC – Dinamo Volgograd          | 25-23 |
| 15.1. | Aalborg DH – Kometal Gjorce Petrov       | 29-28 |
| 21.1. | Aalborg DH – Győri ETO KC                | 38-29 |
| 21.1. | Kometal Gjorce Petrov – Dinamo Volgograd | 28-28 |
| 28.1. | Kometal Gjorce Petrov – Aalborg DH       | 29-26 |
| 29.1. | Dinamo Volgograd – Győri ETO KC          | 19-21 |
| 11.2. | Győri ETO KC – Kometal Gjorce Petrov     | 26-28 |
| 12.2. | Aalborg DH – Dinamo Volgograd            | 29-21 |
| 18.2. | Győri ETO KC – Aalborg DH                | 31-29 |
| 18.2. | Dinamo Volgograd – Kometal Gjorce Petrov | 26-22 |

| Hold                  | Kampe | Mål     | Point |
| --------------------- | ----- | ------- | ----- |
| Kometal Gjorce Petrov | 6     | 167-157 | 7     |
| Aalborg DH            | 6     | 182-169 | 7     |
| Győri ETO KC          | 6     | 154-169 | 6     |
| Dinamo Volgograd      | 6     | 148-156 | 4     |

### Kvartfinaler
| Dato    | Dato    | Hjemmehold i 1. kamp | Hjemmehold i 2. kamp  | Resultat | Resultat | Resultat |
| 1. kamp | 2. kamp | Hjemmehold i 1. kamp | Hjemmehold i 2. kamp  | 1. kamp  | 2. kamp  | Samlet   |
| ------- | ------- | -------------------- | --------------------- | -------- | -------- | -------- |
| 11.3.   | 18.3.   | HC Lada Togliatti    | Krim Ljubljana        | 36-29    | 18-25    | 54–54    |
| 13.3.   | 18.3.   | Viborg HK            | Slagelse DT           | 26-28    | 30-24    | 56–52    |
| 12.3.   | 19.3.   | Aalborg DH           | Hypo Niederösterreich | 28-29    | 30-28    | 58–57    |
| 11.3.   | 18.3.   | CBM Astroc Sagunto   | Kometal Gjorce Petrov | 26-24    | 27-29    | 53–53    |

### Semifinaler
| Dato    | Dato    | Hjemmehold i 1. kamp | Hjemmehold i 2. kamp | Resultat | Resultat | Resultat |
| 1. kamp | 2. kamp | Hjemmehold i 1. kamp | Hjemmehold i 2. kamp | 1. kamp  | 2. kamp  | Samlet   |
| ------- | ------- | -------------------- | -------------------- | -------- | -------- | -------- |
| 15.4.   | 22.4.   | CBM Astroc Sagunto   | Viborg HK            | 26-31    | 28-32    | 54–63    |
| 17.4.   | 23.4.   | Aalborg DH           | Krim Ljubljana       | 16-24    | 31-30    | 47–54    |

### Finale
| Dato    | Dato    | Hjemmehold i 1. kamp | Hjemmehold i 2. kamp | Resultat | Resultat | Resultat |
| 1. kamp | 2. kamp | Hjemmehold i 1. kamp | Hjemmehold i 2. kamp | 1. kamp  | 2. kamp  | Samlet   |
| ------- | ------- | -------------------- | -------------------- | -------- | -------- | -------- |
| 14.5.   | 20.5.   | Krim Ljubljana       | Viborg HK            | 22-24    | 21-20    | 43–44    |

### Spillere
| Mesterhold | Finalister |
| --- | --- |
| Viborg HK | Krim Ljubljana |
| Louise Bager Nørgaard Rikke Skov Chao Zhai Grit Jurack Charlotte Højfeldt Henriette Mikkelsen Lene Lund Nielsen Cristina Varzaru Olga Assink Ann Grete Østerballe Isabel Maria Ortuno Torrico Trine Troelsen Heidi Astrup Valerie Nicolas | Spela Cerar Natalija Derepasko Olena Iatsenko Marina Vergeljuk Anja Freser Misa Marincek Ljudmila Bodnieva Luminita Dinu Tatjana Oder Katja Kurent Tatarovac Anja Argenti Ganna Siukalo Manuela Hrnjic Neli Irman |